# آمشتتن
شهر آمشتتن (به آلمانی: Amstetten, Lower Austria) در استان نیدراسترایش با جمعیت ۲۳٬۰۳۵ نفر در کشور اتریش واقع شده‌است.